# Fortinet
Fortinet (NASDAQ: FTNT

) er en amerikansk it-sikkerhedsvirksomhed der er baseret i Sunnyvale, Californien. De udvikler og sælger sikkerhedsløsninger som firewalls, endpoint security og intrusion detection systems. Brødrene Ken Xie og Michael Xie etablerede Fortinet i 2000. Deres første og primære produkt var FortiGate (firewall).